# Yardiella
Yardiella là một chi nhện trong họ Filistatidae.